# Schlüchtern
Schlüchtern este un oraș din landul Hessa, Germania.
1. ↑   https://www.schluechtern.de/rathaus-politik/aktuelles-aus-schluechtern/detail/video-podcast-april-2021-buergermeister-matthias-moeller/, accesat în 5 aprilie 2025 Lipsește sau este vid: |title= (ajutor)
2. ↑  Alle politisch selbständigen Gemeinden mit ausgewählten Merkmalen am 31.12.2018 (4. Quartal) (în germană), Statistisches Bundesamt[*], arhivat din original la 10 martie 2019, accesat în 10 martie 2019